# Tanja Poutiainen
Tanja Poutiainen-Rinne, finska alpska smučarka, * 6. april 1980, Rovaniemi.
Petkrat je nastopila na olimpijskih igrah in leta 2006 osvojila naslov olimpijske podprvakinje v veleslalomu. V devetih nastopih na svetovnih prvenstvih je leta 2005 osvojila srebrni medalji v slalomu in veleslalomu, leta 2009 pa še bronasti v istih disciplinah. V svetovnem pokalu je tekmovala šestnajst sezon med letoma 1997 in 2014 ter dosegla enajst zmag in še 37 uvrstitev na stopničke. V skupnem seštevku svetovnega pokala se je najvišje uvrstila na peto mesto v letih 2005 in 2009. Dvakrat je osvojila veleslalomski mali kristalni globus ter bila še po enkrat druga in tretja v veleslalomskem seštevku, v slalomskem seštevku je osvojila mali kristalni globus ter po eno drugo in tretje mesto. V letih 2004, 2005 in 2006 je bila izbrana za finsko športnico leta.